# Seznam zápasů slovenské a německé hokejové reprezentace
Toto je seznam zápasů slovenské a německé hokejové reprezentace na MS a Zimních olympijských hrách.

## Mistrovství světa v ledním hokeji
| Datum     | Číslo | Slovensko | Výsledek | Zápas      | MS   | Místo      | Branky Slovenska                                                         |
| --------- | ----- | --------- | -------- | ---------- | ---- | ---------- | ------------------------------------------------------------------------ |
| 29.4.1996 | 1     | Slovensko | 4:1      | ZS         | 1996 | Vídeň      | Žigmund Pálffy • Ľubomír Sekeráš • Vlastimil Plavucha • Stanislav Medřík |
| 3.5.1997  | 2     | Slovensko | 0:1      | ZS         | 1997 | Helsinky   | nikdo                                                                    |
| 30.4.2003 | 3     | Slovensko | 3:1      | ZS         | 2003 | Helsinky   | Žigmund Pálffy • Ľubomír Višňovský • Vladimír Országh                    |
| 30.4.2007 | 4     | Slovensko | 5:1      | ZS         | 2007 | Mytišči    | 2x Peter Podhradský • Richard Kapuš • Marián Gáborík • Radovan Somík     |
| 6.5.2008  | 5     | Slovensko | 2:4      | ZS         | 2008 | Halifax    | Ivan Čiernik • Juraj Kolník                                              |
| 18.5.2010 | 6     | Slovensko | 1:2      | osmifinále | 2010 | Kolín      | Marek Svatoš                                                             |
| 1.5.2011  | 7     | Slovensko | 3:4      | ZS         | 2011 | Bratislava | Ladislav Nagy • Jozef Stümpel • Pavol Demitra                            |
| 6.5.2013  | 8     | Slovensko | 3:2      | ZS         | 2013 | Helsinky   | 2x Tomáš Záborský • Mário Bližňák                                        |
| 10.5.2016 | 9     | Slovensko | 1:5      | ZS         | 2016 | Petrohrad  | Peter Cehlárik                                                           |
| 10.5.2017 | 10    | Slovensko | 2:3 SN   | ZS         | 2017 | Kolín      | Tomáš Matoušek • Libor Hudáček                                           |
| 15.5.2019 | 11    | Slovensko | 2:3      | ZS         | 2019 | Košice     | Andrej Sekera • Libor Hudáček                                            |
| 14.5.2022 | 12    | Slovensko | 1:2      | ZS         | 2022 | Helsinky   | Kristián Pospíšil                                                        |

## Zimní olympijské hry
| Datum     | Číslo | Slovensko | Výsledek | Zápas         | ZOH  | Místo          | Branky Slovenska                                                |
| --------- | ----- | --------- | -------- | ------------- | ---- | -------------- | --------------------------------------------------------------- |
| 24.2.1994 | 1     | Slovensko | 6:5 PP   | o 5.–8. místo | 1994 | Lillehammer    | 3x Ľubomír Kolník • Žigmund Pálffy • Roman Kontšek • Oto Haščák |
| 12.2.1998 | 2     | Slovensko | 2:4      | o 9. místo    | 1998 | Nagano         | Jozef Daňo • Ján Pardavý                                        |
| 9.2.2002  | 3     | Slovensko | 0:3      | ZS            | 2002 | Salt Lake City | nikdo                                                           |
| 15.2.2022 | 4     | Slovensko | 4:0      | předkolo      | 2022 | Peking         | Libor Hudáček • Peter Cehlárik • Michal Krištof • Marek Hrivík  |